# كأس حذفي 2005–06
كأس حذفي 2005–06 هو موسم من كأس حذفي. فاز فيه نادي سباهان أصفهان.